# کارل ساندکوییست
کارل ساندکوییست (انگلیسی: Carl Sundquist؛ زادهٔ ۲۴ نوامبر ۱۹۶۱) دوچرخه‌سوار اهل ایالات متحده آمریکا است. وی در بازی‌های المپیک تابستانی ۱۹۸۸ و ۱۹۹۲ که در شهر سئول و شهر بارسلون برگزار شده شرکت کرده است.